# Corriere di Novara
Il Corriere di Novara è un giornale bisettimanale indipendente di informazione, diffuso nella Provincia di Novara e nella Provincia del Verbano-Cusio-Ossola.
Rappresenta una delle più longeve testate giornalistiche del Piemonte. Fu fondato nel 1877 dal tipografo Napoleone Lenta con denominazione "Il Corriere di Novara". Primo direttore fu l'allora ventisettenne avvocato Angelo Spattini.
Nato come quotidiano (tutti i giorni tranne la domenica), si presentava a quattro facciate con un costo di 5 centesimi la copia e sotto la testata vi era la definizione "giornale politico quotidiano". A partire dal 1878 comincia a saltare diverse uscite fino a diventare, l'anno successivo, un settimanale con edizione domenicale. Dal 1881 resta chiuso per alcuni anni per poi ricomparire nelle edicole due volte a settimana (giovedì è domenica) a partire dal 1º gennaio 1885 con il titolo di "Eco della Libertà" e la consueta testata solo in sottotitolo. Questa nuova denominazione provocherà conseguenze di natura legale e ben presto la testata torna ad essere semplicemente "Il Corriere di Novara".
Con l'insorgere del Regime fascista, nel 1926, gli editori, di estrazione liberale, preferiscono sospendere la pubblicazione del giornale che ritornerà in edicola solo 20 anni dopo, il 1º maggio 1945 con sottotitolo "Organo del Partito Liberale Italiano". In questa veste esce delle edicole una volta a settimana ed è formato da un solo foglio.
Dal 1976 cambia il formato di stampa che diventa l'attuale tabloid e sparisce l'articolo "Il" dalla testata.
Dal 14 aprile 1986 il Corriere torna a presentarsi nelle edicole due volte a settimana, il lunedì e giovedì, mentre dal 3 dicembre 2005 il giornale, rinnovato nella grafica e contenuti, si arricchisce dell'edizione del sabato, diventando così l'unico trisettimanale d'Italia insieme a Il Piccolo di Alessandria.
Dal 10 giugno 2019 rinuncia al numero del sabato, tornando a cadenza bisettimanale.